# Ligue des auteurs professionnels
 (octobre 2020).
La Ligue des auteurs professionnels est une association loi de 1901 créée en 2018 avec un double objectif, de réflexion sur le métier d'une part et de propositions de solutions concrètes pour la protection et l'avenir de celui-ci d'autre part, afin de créer le statut de l'auteur professionnel. Parmi ses membres fondateurs, on compte notamment la Charte des auteurs et des illustrateurs jeunesse, les États Généraux de la Bande Dessinée.
En 2021, la Ligue devient un syndicat professionnel administré par un conseil d'artistes-auteurs et autrices du livre et dirigé par Stéphanie Le Cam.

## Histoire et objectifs
La Ligue des auteurs professionnels est fondée le 6 septembre 2018, à la maison de Balzac (Paris 16) en présence d'une trentaine d'auteurs, sous l’impulsion de la Charte des auteurs et illustrateurs jeunesse et des États Généraux de la Bande Dessinée.
Cette initiative est la conséquence d'une volonté commune de sauvegarder le métier et d'améliorer les conditions de création de tous les auteurs (protection sociale, rémunération, renforcement du droit d’auteur, encadrement par le code du travail, rééquilibrage du rapport auteur/éditeur…) en construisant les changements nécessaires et en mettant à disposition des ressources comme le contrat d'édition équitable.
La Ligue rassemble toutes les personnes rémunérées en droits d'auteur (professionnels de l'écriture de fiction et de non-fiction, illustration et traduction) sans distinction de genres littéraires, de notoriété et de revenus.
La SGDL, la Guilde française des scénaristes et l'Association des traducteurs littéraires de France ont approuvé la création de la Ligue. Le 7 septembre 2018, le SNAC BD a rejoint la Ligue en tant que membre fondateur.

## Organisation
La Ligue des auteurs professionnels est composée d'un bureau et d'un conseil d'administration. Le bureau comprend : un président ou une présidente, un vice-président ou une vice-présidente, un ou une secrétaire général et un ou une trésorier.
Le conseil d'administration comprend 6 à 15 administrateurs et administratrices.
Une directrice, Stéphanie Le Cam, universitaire et juriste, a été nommée en juillet 2020.
Le premier bureau est constitué le 6 septembre 2018. L’assemblée générale du 14 mars 2020 acte le nouveau bureau :
- Présidente :
- Présidents d'honneur : Tatiana de Rosnay, Marie-Aude Murail et Joann Sfar
- Vice-président : Benoît Peeters
- Secrétaire générale : Betty Piccioli
- Trésorière : N. M. Zimmermann

Le bureau actuel, renouvelé en avril 2021, est le suivant : 
- Présidents d'honneur : Tatiana de Rosnay, Marie-Aude Murail et Joann Sfar
- Secrétaire général : Frédéric Maupomé
- Trésorier : Thomas Fouchault

Le conseil d'administration se compose également de :
- Collège des membres : Sophie Adriansen, Denis Bajram, Sophie Dieuaide, Manu Causse, Adrien Tomas, Josselin Azorin-Lara, Olivier Cohen, Elisa Villebrun, N.M. Zimmermann et Betty Piccioli.
- Collège des organisations : La Charte des auteurs et illustrateurs jeunesse (représentée par Aurélie Gerlach), Les États Généraux de la Bande Dessinée (représentés par Benoît Peeters).

## Adhérents
La Ligue des auteurs professionnels compte plus de 2 000 adhérents en 2020,.